# Diputación del Reino de Navarra
Diputación del Reino de Navarra, también conocida como Diputación de los Tres Estados, fue un organismo vigente en el antiguo Reino de Navarra hasta 1839.

## Época bajomedieval
Desde 1451 las Cortes de Navarra nombraban ocasionalmente "diputados" con el fin de vigilar el cobro de las recaudaciones y ayudas. En estos años convulsos el creciente número de reclamaciones llevó al nombramiento de secretarios e ujieres y a la creación de la figura del síndico en 1508. Con la disposición de dinero propio se empezó a apartar o "vincular" un tanto de la cantidad otorgada a las Cortes para sufragar estos gastos de personas al servicio de la institución misma. De hecho, son estos años los que conocen mayor documentación generada y la incipiente formación de un archivo propio donde se guardaban actas y minutas.
Los antecedentes funcionales de la Diputación existieron dado que «el estudio de las actas de Cortes pone de manifiesto que siempre existieron diputados y permite seguir el largo proceso que culminó en la consolidación de la Diputación del Reino.» En el Archivo Real y General de Navarra se conserva una sección llamada «Agentes y Diputados en la Corte y correspondencia entre ellos» donde se registra documentación fechada entre 1515 y en 1833.

## Diputación permanente (1576)
Era un órgano delegado de las Cortes de Navarra para vigilar la ejecución de sus disposiciones en los períodos en que no estaban reunidas. Su carácter permanente no se estableció hasta 1576, fecha tardía si la comparamos con los vecinas coronas de Castilla que la crearon en 1525, y la de Aragón que estaba desarrollada en el siglo XIV.

### Competencias
A lo largo de la Edad Moderna fueron incrementando sus competencias en el ámbito de las obras públicas, la conservación de los montes y la administración municipal.  

### Composición
La composiciòn fue variando según las épocas: 
- En 1569 se habla de seis miembros, del brazo noble o militar
- En 1637 ya se menciona a diez miembros: dos eclesiásticos, cuatro nobles o militares, y cuatro de las universidades donde Pamplona tenía dos asignados y los otros dos correspondía a la merindad que le correspondiera por turno.
- En 1678 se registran sólo 7 miembros en las actas: un eclesiástico, dos nobles o militares y cuatro de las universidades, con dos para Pamplona y otros dos a la merindad que le correspondiera el turno. Sin embargo todos juntos sumaban 5 votos ya que los cuatro de las universidades representaban realmente un voto cada uno, es decir, Pamplona y la merindad de turno.

### Sustitución por la Diputación Foral de Navarra
La Diptuación del Reino subsistió hata 1836, siendo sustituida por una Comisión Gestora hasta 1840. El Real Decreto de 16 de noviembre de 1839, estableción que Navarra, por el método establecido para las diputaciones provinciales nombrase una diputación formada por siete individuos; de modo que sus competencias fuesen las que por fuero le correspondía a la Diputación del Reino y las que siendo compatibles con ellas les corresponde por ley general a las diputaciones proivincials. 
El Decreto de 15 de diciembre de 1840, en espera de la modificación de fueros prevista en la Ley de 25 de octubre de 1840, estableció provisionalmente que los siete vocales de la Diputación provincial serían elegidos por las cinco merindades, de modo que las dos de mayor población elegirían dos cada una, y las tres restantes meerindades uno cada uno. Además la diputación sería presidida por la autoridad superior política nombrada por el gobierno. La Ley de modificación de fueros de 1841 confirmó esa composición de la Diputación Provincial, luego denominada Diputación Foral de Navarra.